# Bactrocera peterseni
Bactrocera peterseni
 es una especie de insecto díptero que Hardy describió científicamente por primera vez en 1970. Esta especie pertenece al género Bactrocera de la familia Tephritidae. 